# Lenox (Iowa)
Lenox ist eine Kleinstadt (mit dem Status „City“) im Taylor County und zu einem kleineren Teil im Adams County im US-amerikanischen Bundesstaat Iowa. Das U.S. Census Bureau hat bei der Volkszählung 2020 eine Einwohnerzahl von 1.339 ermittelt.

## Geografie
Lenox liegt im Südwesten Iowas, rund 140 km östlich des Missouri River, der die Grenze zu Nebraska bildet. Die Grenze zum südlich benachbarten Bundesstaat Missouri ist rund 40 km von Lenox entfernt.
Die geografischen Koordinaten von Lenox sind 40°52′54″ nördlicher Breite und 94°33′43″ westlicher Länge. Das Stadtgebiet erstreckt sich über eine Fläche von 5,34 km² und liegt zum größten Teil in der Platte Township des Taylor County. Der im Adams County gelegene Teil des Stadtgebiets ist Bestandteil der Grant Township.
Nachbarorte von Lenox sind Cromwell (26,1 km nordnordöstlich), Shannon City (27,5 km östlich), Diagonal (27,3 km ostsüdöstlich), Clearfield (16,4 km südöstlich), Sharpsburg (15,5 km südwestlich), Corning (26,3 km nordwestlich) und Prescott (19,7 km nordnordwestlich).
Die nächstgelegenen Großstädte sind Iowas Hauptstadt Des Moines (147 km nordöstlich), Kansas City in Missouri (230 km südlich) und Nebraskas größte Stadt Omaha (156 km westnordwestlich).

## Verkehr
Der Iowa Highway 49 verläuft in Nord-Süd-Richtung als Hauptstraße durch das Zentrum von Lenox. Alle weiteren Straßen sind untergeordnete Landstraßen, teils unbefestigte Fahrwege sowie innerörtliche Verbindungsstraßen.
Mit dem Corning Municipal Airport befindet sich 28,4 km nordwestlich ein kleiner Flugplatz. Der nächste Verkehrsflughafen ist der Des Moines International Airport (150 km nordöstlich).

## Geschichte
Die Geschichte der Stadt begann im Jahr 1871, als hier eine Strecke der damaligen Chicago, Burlington and Quincy Railroad gebaut wurde. Vier Jahre später wurde die Stadt als selbstständige Kommune inkorporiert.

## Bevölkerung
Nach der Volkszählung im Jahr 2010 lebten in Lenox 1407 Menschen in 609 Haushalten. Die Bevölkerungsdichte betrug 263,5 Einwohner pro Quadratkilometer. In den 609 Haushalten lebten statistisch je 2,26 Personen.
Ethnisch betrachtet setzte sich die Bevölkerung zusammen aus 91,3 Prozent Weißen, 0,4 Prozent Afroamerikanern, 0,4 Prozent Asiaten sowie 7,0 Prozent aus anderen ethnischen Gruppen; 0,9 Prozent stammten von zwei oder mehr Ethnien ab. Unabhängig von der ethnischen Zugehörigkeit waren 19,8 Prozent der Bevölkerung spanischer oder lateinamerikanischer Abstammung.
24 Prozent der Bevölkerung waren unter 18 Jahre alt, 54 Prozent waren zwischen 18 und 64 und 22 Prozent waren 65 Jahre oder älter. 51,2 Prozent der Bevölkerung waren weiblich.
Das mittlere jährliche Einkommen eines Haushalts lag bei 33.382 USD. Das Pro-Kopf-Einkommen betrug 19.389 USD. 22,7 Prozent der Einwohner lebten unterhalb der Armutsgrenze.

## Bekannte Bewohner
- George R. Lunn (1873–1948) – demokratischer Abgeordneter des US-Repräsentantenhauses (1917–1919) und 56. Vizegouverneur von New York (1923–1924) – geboren und aufgewachsen in Lenox